# Nuoto ai Giochi della XXVII Olimpiade - 200 metri farfalla maschili
Si sono svolte 6 batterie di qualificazione. I primi 16 atleti si sono qualificati per le semifinali.

## Batterie
18 settembre 2000

### 1ª batteria
| Posizione | Atleta             | Paese         | Tempo   |
| --------- | ------------------ | ------------- | ------- |
| 1         | Cheng-Hua Tseng    | Taipei cinese | 2:03.62 |
| 2         | Georgi Palazov     | Bulgaria      | 2:04.40 |
| 3         | Roberto Delgado    | Ecuador       | 2:08.18 |
| 4         | Dumitru Zastoico   | Moldavia      | 2:09.34 |
| 5         | Dmitriy Tsutskarev | Uzbekistan    | 2:10.54 |
| 6         | Fadi Kouzmah       | Siria         | 2:11.56 |

### 2ª batteria
| Posizione | Atleta                   | Paese        | Tempo   |
| --------- | ------------------------ | ------------ | ------- |
| 1         | Anthony Ang              | Malaysia     | 2:00.12 |
| 2         | Zoran Lazarevski         | Macedonia    | 2:01.30 |
| 3         | Mark Kin Ming Kwok       | Hong Kong    | 2:01.99 |
| 4         | Juan Pablo Valdivieso    | Perù         | 2:03.67 |
| 5         | Dulyarit Phuangthong     | Thailandia   | 2:04.15 |
| 6         | Lovrenco Franicevic      | Croazia      | 2:04.35 |
| 7         | Konstantin Andriushin    | Kirghizistan | 2:04.86 |
| 8         | Albert Christadi Sutanto | Indonesia    | 2:05.13 |

### 3ª batteria
| Posizione | Atleta             | Paese      | Tempo   |
| --------- | ------------------ | ---------- | ------- |
| 1         | Vladan Markovic    | Jugoslavia | 2:00.11 |
| 2         | Viktor Bodrogi     | Ungheria   | 2:00.74 |
| 3         | Ioannis Drymonakos | Grecia     | 2:00.75 |
| 4         | Theo Verster       | Sudafrica  | 2:00.90 |
| 5         | Gunter Rodriguez   | Cuba       | 2:01.06 |
| 5         | Michael Windisch   | Austria    | 2:01.20 |
| 7         | Tero Valimaa       | Finlandia  | 2:02.46 |
| 8         | Colin Lowth        | Irlanda    | 2:03.91 |

### 4ª batteria
| Posizione | Atleta             | Paese     | Tempo   |
| --------- | ------------------ | --------- | ------- |
| 1         | Denys Sylant'yev   | Ucraina   | 1:56.42 |
| 2         | Thomas Rupprath    | Germania  | 1:58.32 |
| 3         | Heath Ramsay       | Australia | 1:58.82 |
| 4         | Hisayoshi Tanaka   | Giappone  | 1:59.00 |
| 5         | Ștefan Gherghel    | Romania   | 1:59.48 |
| 6         | Jorge Perez        | Spagna    | 2:00.15 |
| 7         | Massimiliano Eroli | Italia    | 2:01.32 |
| 8         | Michael Halika     | Israele   | 2:01.97 |

### 5ª batteria
| Posizione | Atleta           | Paese         | Tempo   |
| --------- | ---------------- | ------------- | ------- |
| 1         | Michael Phelps   | Stati Uniti   | 1:57.30 |
| 2         | Anatoli Poliakov | Russia        | 1:57.67 |
| 3         | Franck Esposito  | Francia       | 1:57.97 |
| 4         | Denis Pankratov  | Russia        | 1:58.01 |
| 5         | Takashi Yamamoto | Giappone      | 1:58.07 |
| 6         | Han Kyu-Chul     | Corea del Sud | 1:59.85 |
| 7         | Juan Veloz       | Messico       | 2:00.02 |
| 8         | Xie Xufeng       | Cina          | 2:02.00 |

### 6ª batteria
| Posizione | Atleta            | Paese       | Tempo   |
| --------- | ----------------- | ----------- | ------- |
| 1         | Tom Malchow       | Stati Uniti | 1:56.25 |
| 2         | Justin Norris     | Australia   | 1:57.60 |
| 3         | James Hickman     | Regno Unito | 1:57.88 |
| 3         | Stephen Parry     | Regno Unito | 1:58.00 |
| 5         | Stefan Aartsen    | Paesi Bassi | 1:58.89 |
| 6         | Andrew Livingston | Porto Rico  | 1:59.05 |
| 7         | Sergiy Fesenko    | Ucraina     | 1:59.41 |
| 8         | Shamek Pietucha   | Canada      | 1:59.59 |

## Semifinali
18 settembre 2000

### 1° semifinale
| Posizione | Atleta           | Paese       | Tempo   |
| --------- | ---------------- | ----------- | ------- |
| 1         | Denys Sylant'yev | Ucraina     | 1:56.81 |
| 2         | Justin Norris    | Australia   | 1:57.10 |
| 3         | Stephen Parry    | Regno Unito | 1:57.23 |
| 4         | Takashi Yamamoto | Giappone    | 1:57.66 |
| 5         | James Hickman    | Regno Unito | 1:57.84 |
| 5         | Heath Ramsay     | Australia   | 1:57.90 |
| 7         | Hisayoshi Tanaka | Giappone    | 1:58.06 |
| 8         | Sergey Fesenko   | Ucraina     | 1:59.03 |

### 2° Semifinale
| Posizione | Atleta            | Paese       | Tempo   |
| --------- | ----------------- | ----------- | ------- |
| 1         | Tom Malchow       | Stati Uniti | 1:56.02 |
| 2         | Anatoly Polyakov  | Russia      | 1:56.78 |
| 3         | Michael Phelps    | Stati Uniti | 1:57.00 |
| 4         | Franck Esposito   | Francia     | 1:57.04 |
| 5         | Denis Pankratov   | Russia      | 1:57.24 |
| 6         | Andrew Livingston | Porto Rico  | 1:58.63 |
| 7         | Stefan Aartsen    | Paesi Bassi | 1:58.66 |
| 8         | Thomas Rupprath   | Germania    | 1:58.96 |

## Finale
19 settembre 2000
| Posizione | Atleta           | Paese       | Tempo   |
| --------- | ---------------- | ----------- | ------- |
|           | Tom Malchow      | Stati Uniti | 1:55.35 |
|           | Denys Sylant'yev | Ucraina     | 1:55.76 |
|           | Justin Norris    | Australia   | 1:56.17 |
| 4         | Anatoly Polyakov | Russia      | 1:56.34 |
| 5         | Michael Phelps   | Stati Uniti | 1:56.50 |
| 6         | Stephen Parry    | Regno Unito | 1:57.01 |
| 7         | Denis Pankratov  | Russia      | 1:57.97 |
| 8         | Franck Esposito  | Francia     | 1:58.39 |